# Pterolepis parnassiifolia
Pterolepis parnassiifolia är en tvåhjärtbladig växtart som först beskrevs av Dc., och fick sitt nu gällande namn av José Jéronimo Triana. Pterolepis parnassiifolia ingår i släktet Pterolepis och familjen Melastomataceae. Utöver nominatformen finns också underarten P. p. piatensis.